# Tournai
Tournai /tuʁˈnɛ/ (Tornai in piccardo, Tornè in vallone, Doornik in olandese, Dornick in tedesco, Tornacum in latino) è un comune francofono del Belgio situato 85 chilometri a sud di Bruxelles, nel bacino della Schelda, a 9 km dal confine francese. È una città belga francofona.
Insieme a Tongeren, è la città più antica in Belgio e ha avuto un ruolo di grande importanza nella storia culturale della nazione. Patrono di Tournai è san Piatone, festeggiato il 1º ottobre.

## Geografia fisica
Tournai è posizionata al limite della zona vallona del Belgio, nel bacino della Schelda. Amministrativamente, la città fa parte della provincia dell'Hainaut, a sua volta parte della regione della Vallonia. È inoltre uno dei comuni a lingua francese del Belgio. La città ha il suo proprio arrondissement, sia amministrativo che giuridico.
La sua area, 213,75 km², lo rende il più esteso comune belga; è inoltre il più popoloso nella parte ovest dell'Hainaut. Il comune di Tournai comprende le località di Ere, Saint-Maur, Orcq, Esplechin, Froyennes, Froidmont, Willemeau, Ramegnies-Chin, Templeuve, Chercq, Blandain, Hertain, Lamain, Marquain, Gaurain-Ramecroix, Havinnes, Beclers, Thimougies, Barry, Maulde, Vaulx, Vezon, Kain, Melles, Quartes, Rumillies, Mont-Saint-Aubert, Mourcourt e Warchin.

## Storia

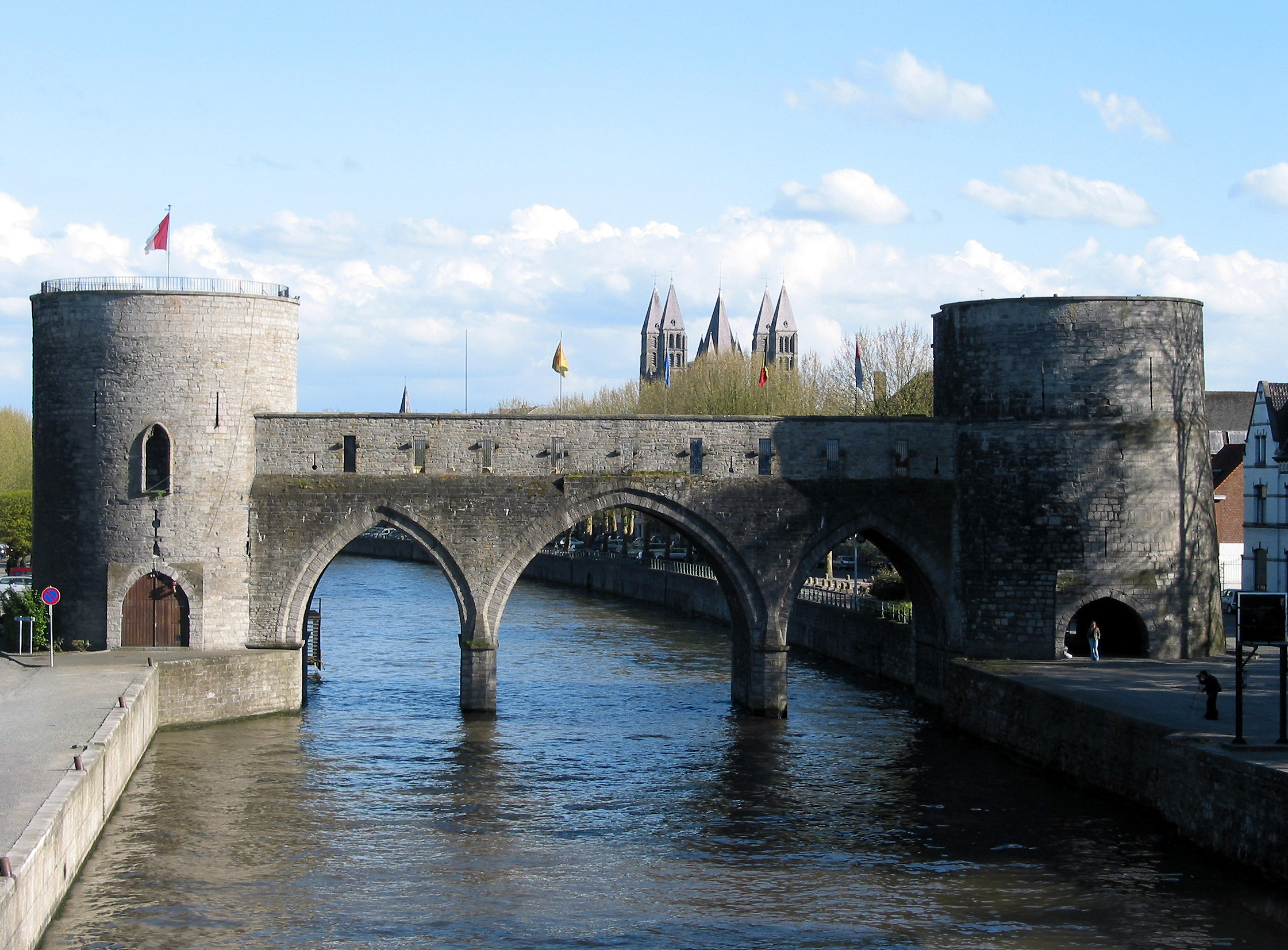
Il Pont des Trous sulla Schelda, come era fino al 2022, con la cattedrale sullo sfondo

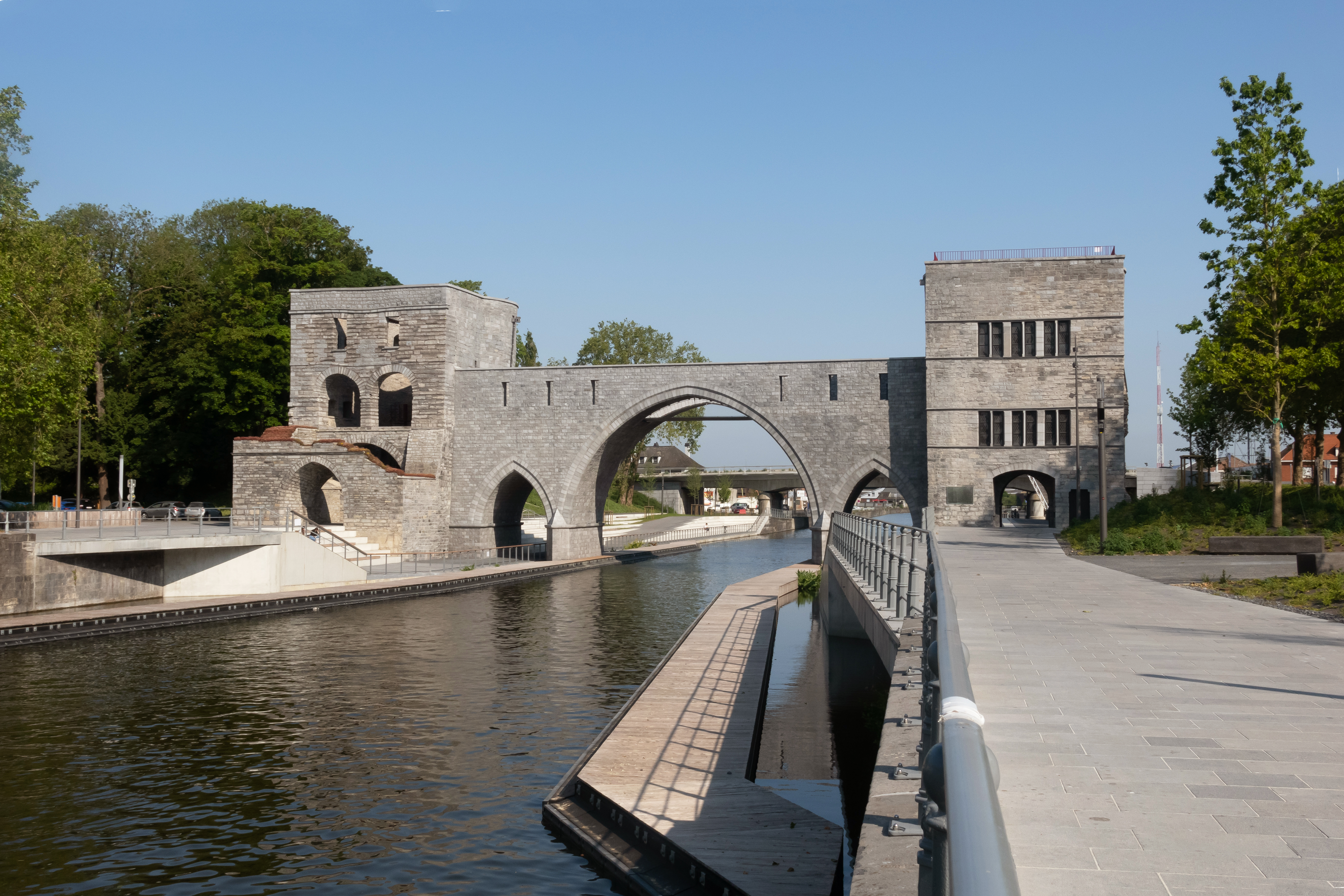
Il Pont des Trous nel 2023, dopo la fine dei lavori per ampliare il passaggio sottostante

I ritrovamenti archeologici hanno dimostrato l'esistenza di Tornacum nel III secolo, come castrum romano. Conquistata dai Franchi Salii, vi nacque Clodoveo I nel 465. Nell'881 fu distrutta dai Normanni. Nel 1187 fu conquistata da Filippo Augusto di Francia, e rimase parte di questo regno fino al 1521 quando con Carlo V passò ai Paesi Bassi. Successivamente appartenne di nuovo all'Impero di Francia, all'Austria e di nuovo alla Francia.
Nel 1340, in un sobborgo di Tournai bagnato dalla Schelda, Edoardo III e Filippo VI di Francia si incontrarono per firmare una tregua di un anno alla prima fase della Guerra dei cent'anni, grazie alla quale sia Tournai che Saint-Omer furono salvate dalla distruzione.
Il 18 dicembre 1385 venne firmata la pace di Tournai con il duca Filippo II di Borgogna.
Tra il XII e il XV secolo, Tournai fu un'importante città culturale, in particolare per la scultura (grazie alla vicinanza di cave di pietra bruna) e alla pittura fiamminga.
Durante la seconda guerra mondiale rimase fortemente danneggiata dai bombardamenti, che il 16 maggio 1940 ne distrussero quasi completamente il centro storico.

## Monumenti e luoghi d'interesse

### Grand Place
La Grand-Place, ovvero la piazza centrale, deve buona parte del suo aspetto attuale a una fedele ricostruzione degli antichi edifici distrutti dai bombardamenti del 1940. La Grand Place ha una forma triangolare, è circondata da palazzi nobili seicenteschi e dominata dal beffroi (la torre civica) più antica del Belgio. Alta 72 metri, iniziata nel 1187, nel 1294 vi sono state aggiunte le quattro piccole torri angolari. Racchiude un carillon di 43 campane fuse tra i secoli XVI e XIX.
Oltre al beffroi, altre facciate di pregio nella piazza sono quelle della Halle aux draps, il mercato dei tessuti, del 1610; la Conciergerie des Halles del 1611, il Balliage del 1612 e la Grange aux Dimes de l'abbaye Saint-Martin, il granaio delle decime del 1633.

### Cattedrale di Notre-Dame
La cattedrale di Notre-Dame è uno dei più importanti monumenti religiosi del Belgio ed è caratterizzata da una costruzione avvenuta in periodi successivi. Il nucleo originario è del VI secolo, ma questa parte è stata sostituita nel IX secolo da una pianta basilicale. L'attuale chiesa romanica fu consacrata nel 1171, con un'abside trilobata. Nel 1243 l'abside romanica fu sostituita con un coro gotico ispirato alle cattedrali francesi.
All'interno ospita un piccolo museo di tesori medievali, tra cui una croce bizantina con smalti, perle e pietre preziose del secolo quinto, che purtroppo è stata rubata nel 2008, e la cassa di Notre-Dame, di Nicolas de Verdun, del 1205, uno scrigno dorato ornato di smalti e pietre preziose, con scene della vita di Cristo.
La cattedrale di Notre-Dame è patrimonio dell'umanità dell'UNESCO.

### Chiesa di Saint-Jacques
La chiesa è stata edificata prima del XIII secolo e costituisce un altro tipico esempio dell'architettura gotica della regione. Dedicata all'apostolo Giacomo, la chiesa deve la sua esistenza al ruolo di Tournai quale città episcopale potente nel Medioevo e, inoltre, rappresentava una tappa inevitabile per i pellegrini del Nord Europa che si dirigevano verso Santiago di Compostela.
Le grandi dimensioni dell'avancorpo lasciano intuire che l'edificio desse riparo a un gran numero di viaggiatori che trovavano accoglienza anche presso l'ospedale cittadino sempre dedicato a San Giacomo.

## Cultura

### Musei
- Musée des Beaux-Arts